# Hiyas
Hiyas é uma telenovela filipina produzida e exibida pela ABS-CBN, cuja transmissão ocorreu em 2012.

## Elenco
- Zanjoe Marudo - Silang
- Megan Young - Sapphire Salvador
- Edward Mendez - Aldrich Zaragoza
- Mercedes Cabral - Giana
- John Arcilla - Donato Salvador
- Tetchie Agbayani - Elizabeth Salvador
- Jong Cuenco - David Zaragoza